# Paolo Terreni
Paolo Terreni (Pisa, 18 dicembre 1955 – Pisa, 19 ottobre 2013) è stato un giornalista, disegnatore, scrittore, saggista e bibliofilo italiano.

## Biografia
Paolo Terreni era un giornalista e illustratore della tradizione culturale pisana, esperto di urbanesimo e profondo conoscitore di cronache e annali locali. Era inoltre appassionato di cultura, tradizioni e paesaggi del continente africano, dove ha viaggiato spesso, soprattutto in Kenya, Tanzania, Zambia, Zimbabwe e Tunisia.
Ultimamente era stato impegnato nella divulgazione, attraverso la propria opera e la partecipazione a lezioni e conferenze pubbliche, della storia della città. In tutta la sua produzione artistica rivolta alla realizzazione di libri, fumetti, vignette, copertine, poster, pubblicità, locandine e cartelloni ha firmato circa 6000 disegni. Era membro dell'Accademia di Marina del Sacro Ordine dei Cavalieri di Santo Stefano, dell'Accademia dei Disuniti e della Società storica pisana.
È scomparso nel 2013 all'età di 57 anni.

## Inizi della carriera artistica
Paolo Terreni nasce a Pisa il 18 dicembre 1955, dove ha sempre vissuto. Dopo aver frequentato le scuole cittadine, consegue il diploma di ragioneria nel 1974, iniziando ad esercitare la professione di consulente amministrativo e del lavoro. La passione per il disegno e la scrittura si manifesta fin dall'adolescenza. Incuriosito dalla tradizione locale della poesia vernacola, approfondisce l'opera di Arturo Birga e Domenico Sartori, due tra i suoi maggiori esponenti. Contemporaneamente inizia a mettere a fuoco il proprio tratto, ispirandosi al disegno umoristico del fumetto franco-belga e trovando i suoi modelli in Peyo, André Franquin, Albert Uderzo, lo stesso genere diffuso dal Corriere dei Piccoli, negli anni '60 e '70. Le prime prove illustrate consistono in una serie di esercizi di riproduzione dei personaggi di Asterix e Obelix, uno dei fumetti più amati che costituisce anche la fonte principale delle vignette d'inizio carriera.

## Prime pubblicazioni
L'esordio nel mondo editoriale avviene nel 1979 con il libro Neri Scacceri, edito da Nistri-Lischi, storica casa editrice pisana. L'opera è una versione integrale a fumetti dell'omonima poesia in vernacolo pisano di Domenico Sartori che tratta con grande umorismo la vita di San Ranieri, patrono di Pisa. È il primo racconto a fumetti in vernacolo pisano nella storia di questa tradizione. S'inaugura così anche una fase creativa destinata ad essere uno dei tratti più peculiari del percorso artistico di Paolo Terreni, ossia l'illustrazione di classici della letteratura vernacola, articolata in sonetti e racconti, attraverso cui viene esaltata la forza espressiva e ironica del linguaggio che la caratterizza.
Nel 1982 esce Nanni da Pisa, un volume a fumetti illustrato con vignette classiche in bianco e nero, esempio di connubio tra letteratura per l'infanzia e storia locale. Il libro, pubblicato da Edistudio, segna anche l'inizio di una durevole collaborazione con l'editore Brunetto Casini, che ancora oggi segue e divulga i progetti dell'artista; Edistudio, che oltre ad essere impegnata a livello locale è anche la prima casa editrice europea per la conoscenza della lingua e della letteratura in esperanto, ha coinvolto Paolo Terreni nell'illustrazione di diverse copertine per edizioni esperante di opere celebri della letteratura italiana come Il deserto dei Tartari di Dino Buzzati.
Nell'ambito dell'illustrazione di opere in vernacolo va invece ricordata anche una serie di pagine dedicate alle favole inedite di Arturo Birga (1871-1959), autore fra l'altro di un ciclo di storielle in rima ispirate a Esopo. I disegni che accompagnano il testo di Birga sono usciti sulla rivista vernacola Er Gobbo, alla quale Paolo Terreni ha collaborato dal 1990 al 1996.

### Nanni da Pisa
Il crociato Nanni, dopo quattro anni d'assenza, fa ritorno a casa e sbarca in città quando è ormai sera. Ospite dell'amico Andreotto, che ne festeggia il ritorno, conosce la bella Cristina degli Ammannati, che gli chiede di raccontare la sua avventura in Terrasanta. Il cristiano re Baldovino si era infatti appoggiato al contingente pisano, di cui Nanni faceva parte, per difendere la città di Ascalona dall'avanzata di Saladino. Una delle trovate più divertenti, all'interno del resoconto dell'impresa, è San Ranieri che intercede presso la Morte per salvare la vita a Nanni e dare la vittoria sul campo ai Pisani. Intanto Nanni capisce di essersi invaghito di Cristina ma dall'amico viene a sapere che la giovane è promessa al ricco Cucco Seccamerenda. Nanni decide allora di farle una serenata, alla fine della quale Cristina a sua volta gli dichiara il proprio amore. Nanni non ha ancora finito di gioire, che sente suonare la campana del Parlascio. Tutta la città accorre in piena notte al palazzo del console, dove è data notizia di una scorribanda fuori dalle mura della città ai danni di un podere. Nanni si arruola per la rappresaglia del giorno seguente ma lo preoccupa doversi allontanare senza aver prima neutralizzato il suo rivale d'amore. L'indomani, proprio mentre si trova dalle parti della Piazza dei Miracoli ad ammirare la costruzione della Torre, arriva un banditore che chiama a raccolta i cittadini, per indurli a prendere le armi contro gli aggressori. Qui nasce un'altra scena molto esilarante in cui l'architetto Bonanno pisano, responsabile del cantiere, viene letteralmente travolto dalle maestranze sollecitate alla partenza, e per questo minaccia di lasciare i lavori incompiuti.
Dopo la spedizione contro Lucca, che si conclude con la vittoria per le forze pisane, Nanni va da Cucco, deciso a soffiargli la futura sposa. Per l'occasione inventa che il suo matrimonio è volontà del Signore, quale premio del valore dimostrato in Terrasanta. Dopo un acceso scambio di battute, i due decidono di sfidarsi in un duello a cavallo che viene rappresentato con incredibile cura dei dettagli. Grazie all'intervento provvidenziale di San Ranieri, ancora una volta Nanni ha la meglio sull'avversario e, seppure acciaccato, conquista il primo bacio della sua amata.

## Un tifoso d'eccezione
Nel '79 viene contattato da Romeo Anconetani, presidente del Pisa Sporting Club, che gli propone una collaborazione come illustratore del Nerazzurro, il periodico settimanale d'informazione calcistica della squadra cittadina. Da questa attività scaturiranno in tutto 1500 vignette umoristiche, di cui la prima metà è stata raccolta in volume e pubblicata in occasione di una grande festa durata tre giorni per la promozione del Pisa Sporting Club in serie A nel 1985.

### La collaborazione ai quotidiani locali
Dopo aver realizzato per anni vignette sullo sport e le problematiche cittadine, dal gennaio 1988 all'89 è il curatore di una rubrica sul quotidiano locale Il Tirreno, intitolata C'era una volta, composta di una vignetta e di una sunto di circa dieci righe di testo sui fatti storici salienti della città. Questo inserto è stato poi sviluppato nell'ambito di una trasmissione per una emittente locale e riproposto in diverse altre circostanze. Fra l'89 e il '90 realizza le "strisce di Tatina", circa cinquanta strisce umoristiche uscite su Pisa Informazioni, un giornale locale di annunci.
Dal 1989 al 1991 è stato illustratore di inserzioni pubblicitarie per il quotidiano Tuttosport e la rivista Gente.
Nel 2005 ha curato una rubrica storica per il quotidiano La Nazione.

## Grafica, impegno per la città e attività recenti
Paolo Terreni ha messo la propria arte a servizio di numerose iniziative collegate alla rinascita e alla valorizzazione della cultura e delle tradizioni pisane. Ha partecipato attivamente alla riscoperta della festa cittadina del "Gioco del Ponte", è membro del Circolo Culturale La Soffitta e promotore del Premio Pisa, un premio nazionale di letteratura, poesia e saggistica. Nell'ambito delle manifestazioni sportive del Pisa Sporting Club ha disegnato due medaglie in occasione delle due "Mitropa Cup" vinte dal Pisa. Dal 1999 al 2004 ha creato una serie di numeri monografici dal titolo "Giugno pisano", dedicati a personaggi ed eventi storici pisani e alle ricorrenze storico-culturali celebrate in città durante il mese di giugno. Ha curato la realizzazione del periodico promotore delle attività dell'Accademia dei Disuniti. Per il suo impegno artistico ha vinto diversi trofei di grafica nazionale e internazionale, oltre ad aver partecipato a esposizioni in Francia e in Spagna; è stato inoltre premiato nell'ambito di un torneo nazionale di scrittura organizzato dagli Alpini per il racconto Montenero.  Nel 2009, in occasione dei venticinque anni della rivista vernacola Er tramme, edita da Bandecchi e Vivaldi, il suo libro Er ritorno der crociato è stato scelto come strenna per gli abbonati.
Tra le ultime imprese ha fondato un giornale locale a cadenza mensile, Il Lanternino, che prende il nome da una vecchia rivista satirica, stampata a Pisa alla fine dell'800, e che tratta di storia, cultura e tradizioni pisane.
La sua ultima fatica è stata il romanzo Un professore nella Pisa che fu, edito da Edistudio a fine 2011, che ha riscosso un notevole successo di critica e di pubblico.

## Opere
- 1979, Neri Scaccèri, Nistri-Lischi

La copertina di "Neri Scaccieri" nell'edizione illustrata da Paolo Terreni del 1979

- 1982, Nanni da Pisa ovvero le eroiche imprese di un nobile crociato, Edistudio
- 1985, Io e Romeo. La gestione Anconetani in sette anni di vignette
- 1979-94, vignette e articoli per Il Nerazzurro
- 1990-1994, copertine, illustrazioni e vignette per Er Gobbo
- 1991, Una fiaba per Ginevra, Offset Grafica
- 1999-2004, curatore dei numeri monografici della rivista Giugno pisano edita da Edistudio
- 1992, Battiti d'ali, Pisangrafica
- 2004, Intervista a San Ranieri, Edistudio
- 2006, Il professore e il badante inguaiato, nell'antologia Giallo pisano 2, Felici Editore
- 2006, Lupacchiotto della Cigna, Mef, Firenze Libri
- 2007, Er ritorno der crociato (poemetto storico in vernacolo pisano), Edizioni Bandecchi & Vivaldi
- 2011, Un professore nella Pisa che fu, Edistudio